# The Blue Bird (1918)
The Blue Bird is een Amerikaanse Fantasyfilm uit 1918 onder regie van Maurice Tourneur. De film werd in 2004 opgenomen in het National Film Registry.

## Rolverdeling
| Acteur            | Personage                  |
| ----------------- | -------------------------- |
| Tula Belle        | Mytyl                      |
| Robin Macdougall  | Tyltyl                     |
| Edwin E. Reed     | Vader Tyl                  |
| Emma Lowry        | Moeder Tyl                 |
| William J. Gross  | Grootvader Gaffer Tyl      |
| Florence Anderson | Grootmoeder Tyl            |
| Edward Elkas      | Weduwe Berlingot           |
| Katherine Bianchi | Weduwe Berlingot's dochter |
| Lillian Cook      | Fee Bérylune               |
| Gertrude McCoy    | Licht                      |
| Lyn Donelson      | NAcht                      |
| Charles Ascot     | Hond                       |
| Tom Corless       | Kat                        |
| Mary Kennedy      | Water                      |
| Eleanor Masters   | Melk                       |
| Charles Craig     | Suiker                     |
| Sammy Blum        | Brood                      |
| S.E. Potapovitch  | Vuur                       |
| Rose Rolanda      |                            |

## Trivia
- De cinematografie werd gedaan door een Nederlander genaamd John van den Broek (1895-1918) die eerder al had gewerkt aan films als The Poor Little Rich Girl.